# Blau Emanuel
Blau Emanuel, Blau Manó (Lugos, 1838. – Bécs, 1906.) újságíró.
Az Österreiche Ekonomist kiadója, több külföldi lap tudósítója volt. Cikkeinek válogatott gyűjteménye halála után, 1907-ben jelent meg Budapesten.